# Требедора (Варезе)
Требедора је насеље у Италији у округу Варезе, региону Ломбардија.
Према процени из 2011. у насељу је живело 22 становника. Насеље се налази на надморској висини од 342 м.